# Brequinar
Brequinar ist eine chemische Verbindung aus der Gruppe der Biphenylchinoline.

## Eigenschaften
Brequinar wurde in den 1980ern entwickelt und ist ein selektiver Hemmstoff der Dihydroorotat-Dehydrogenase im Mitochondrium und hemmt somit die Biosynthese von Pyrimidin-Nukleotiden und nachfolgende Biosynthesen wie die von Nukleinsäuren. In Folge wird das Zellwachstum gehemmt. Daneben werden verstärkt Interferon-induzierbare Gene exprimiert. Weitere Hemmstoffe der Dihydroorotat-Dehydrogenase sind Teriflunomid und Leflunomid.
Brequinar wurde als potenzielles Chemotherapeutikum sowie als Immunsuppressivum zur Vermeidung einer Abstoßungsreaktion nach Organtransplantation untersucht, erreichte aber aufgrund einer geringen Wirksamkeit, therapeutischen Breite und bei Überdosierung schweren Nebenwirkungen nicht die Phase III. Die hauptsächliche Nebenwirkung ist Myelosuppression, mit einer Hemmung der Bildung von Interleukin-1 und Tumornekrosefaktor α sowie eine Hemmung der Aktivierung von T-Zellen. Brequinar wurde bei manchen Krebsarten zur Verwendung in einer Kombinationstherapie untersucht, sowie als Antiparasitikum und Virostatikum. In Zellkultur hemmt Brequinar die Virusreplikation von Denguevirus, Westnilvirus, Gelbfiebervirus, Lassavirus, Juninvirus, Lymphozytäre-Choriomeningitis-Virus, Vesicular stomatitis Indiana virus, HIV-1, Powassan-Virus und Maul-und-Klauenseuche-Virus.

## Analytik
Die zuverlässige qualitative und quantitative Bestimmung von Brequinar gelingt nach angemessener Probenvorbereitung durch HPLC mit UV-Detektion bei 254 nm.